# Corpo forestale della Valle d'Aosta
Il Corpo forestale della Valle d'Aosta / Corps forestier de la Vallée d'Aoste (CFVdA) è un corpo tecnico con funzioni di polizia, dipendente dall'Assessorato del territorio e dell'ambiente della Regione autonoma della Valle d'Aosta.

## Storia
Come previsto dallo Statuto speciale del 1946, la regione Valle d'Aosta con la legge regionale 11 marzo 1968, n. 6 istituì il "Corpo Forestale Valdostano".
Con un emendamento del senatore valdostano Albert Lanièce del 29 aprile 2015 il Corpo forestale della Valle d'Aosta è stata escluso dall'abolizione che ha riguardato il Corpo forestale dello Stato.

## Organico
Nel 2020 il Corpo forestale della Valle d'Aosta era composto da 128 effettivi di cui 80 agenti, 29 sovrintendenti, 18 ispettori, a cui vanno aggiunti il Comandante e Vicecomandante

## Organizzazione
Il Corpo forestale della Valle d'Aosta ha 14 stazioni forestali su tutto il territorio valdostano: 
| Stazione forestale | Comuni di competenza                                                                     |
| ------------------ | ---------------------------------------------------------------------------------------- |
| Antey-Saint-André  | Antey-Saint-André, Chamois, La Magdeleine, Torgnon, Valtournenche                        |
| Aosta              | Aosta, Charvensod, Gressan, Pollein, Saint-Christophe, Sarre                             |
| Arvier             | Arvier, Avise, Saint-Nicolas, Valgrisenche                                               |
| Aymavilles         | Aymavilles, Cogne, Jovençan                                                              |
| Brusson            | Ayas, Brusson, Challand-Saint-Anselme                                                    |
| Châtillon          | Chambave, Châtillon, Émarèse, Pontey, Saint-Denis, Saint-Vincent, Verrayes               |
| Étroubles          | Allein, Étroubles, Gignod, Saint-Oyen, Saint-Rhémy-en-Bosses                             |
| Gaby               | Fontainemore, Gaby, Gressoney-La-Trinité, Gressoney-Saint-Jean, Issime                   |
| Nus                | Brissogne, Fénis, Nus, Quart, Saint-Marcel                                               |
| Pont-Saint-Martin  | Bard, Champorcher, Donnas, Hône, Perloz, Pontboset, Pont-Saint-Martin                    |
| Pré-Saint-Didier   | Courmayeur, La Thuile, Morgex, Pré-Saint-Didier, La Salle                                |
| Valpelline         | Bionaz, Doues, Ollomont, Oyace, Roisan, Valpelline                                       |
| Verrès             | Arnad, Challand-Saint-Victor, Champdepraz, Issogne, Montjovet, Verrès                    |
| Villeneuve         | Introd, Rhêmes-Notre-Dame, Rhêmes-Saint-Georges, Saint-Pierre, Valsavarenche, Villeneuve |